# Успенское (Псковская область)
Успе́нское — деревня в Великолукском районе Псковской области России. Входит в состав Лычёвской волости.

## География
Расположена в юго-востоке района, в 30 км от райцентра Великие Луки.

## Население
| 2001 | 2002 | 2010 |
| ---- | ---- | ---- |
| 263  | ↘229 | ↘202 |

Численность населения деревни по состоянию на начало 2001 года составила 263 жителя.

## История
С января 1995 до декабря 2014 года деревня входила в состав ныне упразднённой Успенской волости.